# El-Kelâa M’Gouna

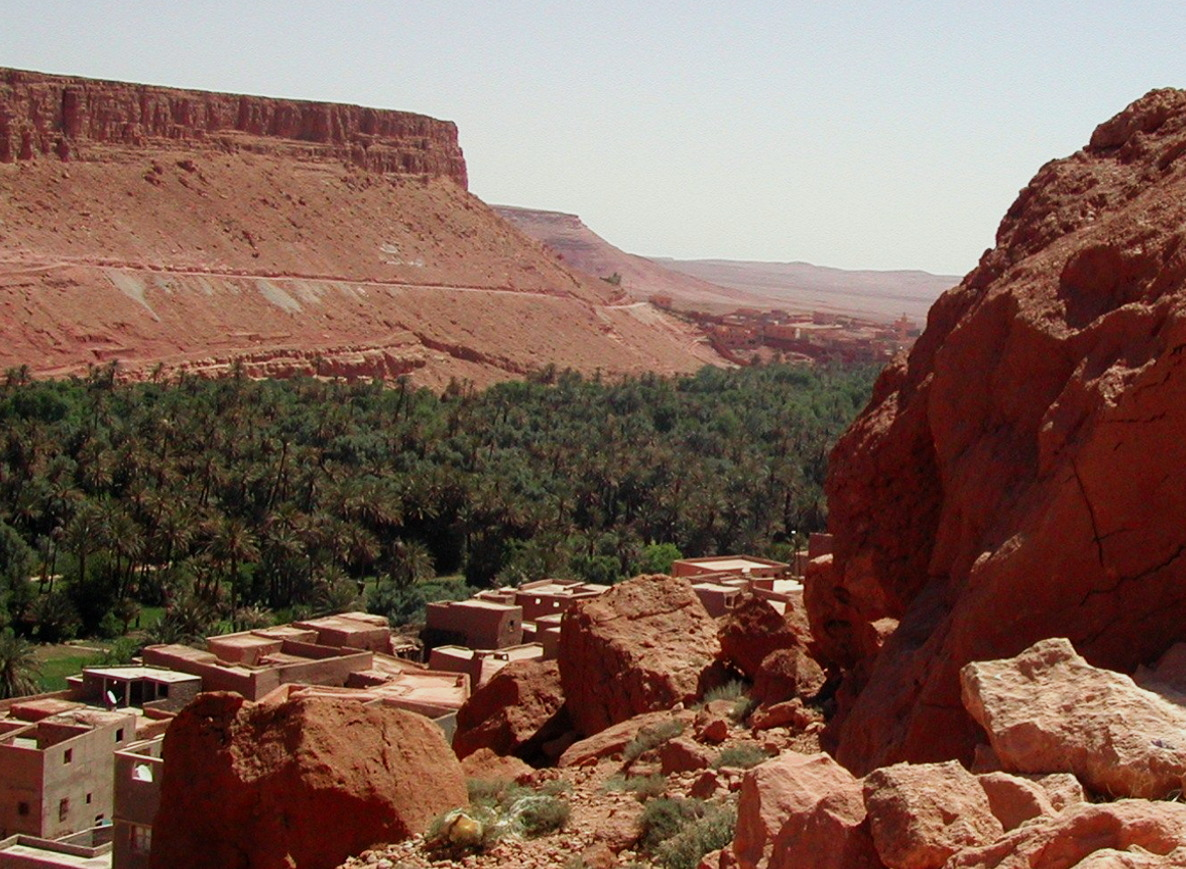
Landschaft bei El-Kelâa M’Gouna

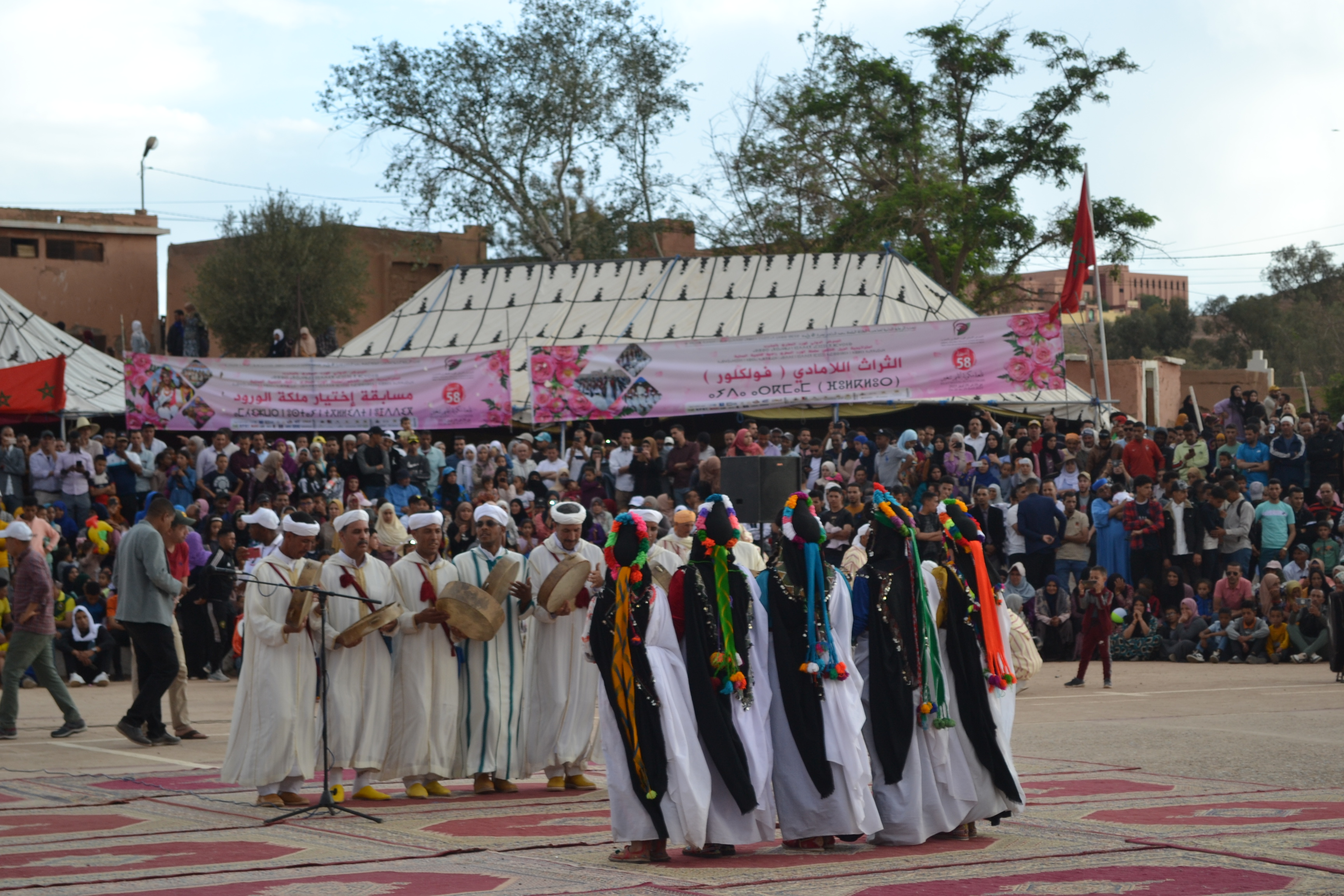
Musik und Tanz in Kelaat M’Gouna

Kelâa M’Gouna (arabisch قلعة مكونة), auch Tighremt n’ Imgunen (Zentralatlas-Tamazight ⵜⵉⵖⵔⵎⵜ ⵏ ⵉⵎⴳⵓⵏⵏ Tiɣremt n Imgunn) auch El-Kelâa (des) M’Gouna, El Kelaâ Mgouna oder Kalaat M’Gouna ist eine ca. 18.000 Einwohner zählende Oasenstadt in der Provinz Tinghir in der Region Drâa-Tafilalet im Süden Marokkos. Sie ist als Rosenstadt von Marokko bekannt. Der Name der Stadt ist vermutlich aus Kelâa („Festung“) und Mgouna (Name eines Berberstammes) entstanden.

## Lage und Klima
Die Stadt El-Kelâa M’Gouna liegt ca. 50 km nordöstlich von Skoura in einer Höhe von ca. 1470 m an der „Straße der Kasbahs“ am Assif M’Goun, einem Fluss der vom Hohen Atlas Gebirge kommend, in den Dades mündet. Das Klima ist wüstenartig; der spärliche Regen (ca. 155 mm/Jahr) fällt nahezu ausschließlich im Winterhalbjahr.

## Bevölkerungsentwicklung
| Jahr      | 1994   | 2004   | 2014   | 2024   |
| Einwohner | 10.524 | 14.190 | 17.640 | 17.737 |

Das Bevölkerungswachstum beruht im Wesentlichen auf der Zuwanderung von Berberfamilien aus den umliegenden Bergregionen.

## Wirtschaft
Der Hauptwirtschaftsfaktor ist die Herstellung von Rosenöl und Rosenwasser. Zur Haupterntezeit werden täglich von den rund 4200 km langen Rosenhecken etwa 400 Tonnen Rosenblüten geerntet und in zwei Fabriken zu Rosenwasser verarbeitet. Das Rosenwasser wird hauptsächlich von den Einwohnern zum Backen und Kochen verwendet, das Rosenöl dient als Essenz für die Parfümherstellung. Neben der Herstellung von Rosenerzeugnissen spielen auch der Handel mit Vieh und der Tourismus eine große Rolle.

## Sehenswürdigkeiten
Oberhalb der Stadt liegt eine Kasbah des früheren Paschas Tihami al-Glawi von Marrakesch. An den Ort grenzt das Tal der Rosen, ein großes Rosenanbaugebiet, das auch einen Rosenpark beherbergt. Weitere Sehenswürdigkeiten sind die Viertel Derb Jdid und El Had und die in der Nähe liegende Dadesschlucht.

## Regelmäßige Veranstaltungen
Ab dem ersten Freitag nach dem 1. Mai wird nach der Rosenblütenernte das jährliche Fête des Roses gefeiert, ein dreitägiges Rosenfest, das viele Besucher und Rosenkenner aus aller Welt anlockt. Höhepunkt des Festes ist die Wahl der Rosenkönigin. Zudem stehen Musik- und Tanzveranstaltungen sowie ein großer Umzug auf dem Programm. Eine weitere regelmäßige Veranstaltung ist der jeden Mittwoch stattfindende Markttag.

## Städtepartnerschaft
Im Jahr 2007 gab es Gespräche über eine Städtepartnerschaft mit der „Rosenstadt“ Uetersen; inzwischen wird das Vorhaben allerdings nicht weiter verfolgt.